# Wilanów (Varsovie)
Pour les articles homonymes, voir Wilanów.
Wilanów (de Villa nova, prononcer « Vilanouf ») est un arrondissement de Varsovie, situé au sud de la ville. Autrefois ville autonome, il est avant tout connu pour son palais, surnommé le « Versailles polonais », et pour son Temple de la Divine Providence, actuellement en construction.
Il est bordé à l'est par la Vistule et l'arrondissement de Wawer, au nord par l'arrondissement de Mokotów et à l'ouest par l'arrondissement d'Ursynów. Au sud se trouve la ville de Konstancin-Jeziorna.
C'est une division territoriale, de type résidentiel, encore relativement peu peuplée (sa densité de population est la plus faible de tous les arrondissements de la capitale) mais qui connaît un fort développement.